# Еміль Бик
Еміль Бик (народився 14 січня 1845 в Іванівці біля Теребовлі, помер 23 червня 1906 у Відні ) — австрійський юрист і політик польської національності та єврейського походження з Галичини. Прокурор у Бродах, член Імерської ради VIII, IX i X скликань (1891-1906).

## Біографія
Походив з прогресивної єврейської родини. Закінчив народну школу і Першу тернопільську гімназію. Потім закінчив юридичний факультет Львівського університету, отримавши ступінь доктора філософії. Працював адвокатом (у т. ч. у 1873 р. у Тернополі повіреним і захисником у кримінальних справах в окрузі цісарського суду Тернопільського окружного суду  ), був віце-президентом адвокатської палати у Львові.
У 1869 році він став співзасновником організації «Шомер Ізраїль», яка була першою єврейською політичною асоціацією в Галичині, яка виступала за лібералізм і централістичну концепцію австрійської держави. На виборах до Цісарської ради 1873 р. ця організація уклала союз з русинами і виступила противником поляків. Але пізніше, у 1970-х роках, Бик змінив свою позицію і став на бік поляків. На його думку, він був одним із прихильників пропольської асиміляції євреїв і відкидав сіонізм . За його словами, антисемітизм викликаний урядом у Відні, а не поляками. У 1878 р. Бик ініціював у Львові з’їзд єврейських громад Галичини. 
З 1879 року входив до президії єврейської громади у Львові, був її віце-президентом, а в 1903  -1906 роках — її головою. З 1880 року був депутатом міської ради у Львові. Був членом Австрійської державної ради у Відні, де входив до Польського гуртка.
2 червня 1885 року в Бучачі він виступив на виборчих зборах ізраїльтян  .
Був також членом цісарської ради (державного сейму Передлитовщини ), де брав участь у виборах 1891 року до міської курії в Галичині, Бродівському, Золочівському повітах тощо. Він захищав тут мандат на виборах 1897 і 1901 років . Він залишався в Палаті депутатів до своєї смерті в 1906 році. Йозеф Ґолд посів тоді у парламенті його місце.  У виборчий період 1891–1897 рр. він значиться як доктор Еміль Бик, адвокат, живе у Львові . 

Після виборів 1891 року він значиться кандидатом від Польського клубу .  У 1895 році разом з Арнольдом Раппапортом отримав почесне членство в Асоціації єврейських ремісників «Яд Харуцім» у Саноку за те, щоб добитися звільнення ізраїльтян від недільного відпочинку  . На вибори 1897 р. йшов як офіційний польський кандидат , а також на вибори 1901 р.  Належав до ліберальної фракції Польського клубу.  В іншому джерелі його політичну орієнтацію називають галицькими демократичними лівими або польськими демократами. 

Став почесним громадянином Бродів і Золочева. У 1905 році він відсвяткував 25-річчя свого шлюбу  .
Він раптово помер у червні 1906 року  сидячи з іншими польськими депутатами в готелі Мюллер у Відні. Раптово стало зле, впав у крісло й за кілька хвилин помер. Потім тіло перевезли для поховання до Львова. 